# Jimmy Ellis (Musiker)
Jimmy Ellis (* 17. Juli 1930; † 24. Juli 2021) war ein US-amerikanischer Jazzmusiker (Altsaxophon, auch Sopransaxophon), der in der Jazzszene Chicagos aktiv war.

## Leben
Ellis wuchs in der  South Side Chicagos auf und besuchte die DuSable High School in der Klasse von Cap't Walter Dyett, Jr., aus der viele später bekannte Jazzmusiker hervorgingen. Im Laufe seiner Karriere arbeitete er u. a. mit Nat King Cole, Sarah Vaughan, Dinah Washington, Earl Hines und Sun Ra. Ellis war außerdem Bandkollege der Tenorsaxophonisten Clifford Jordan und John Gilmore, des Bassisten Richard Davis und des Trompeters Paul Serrano.
Um 1980 wirkte Ellis bei Aufnahmen der Formation Proteus um den Schlagzeuger Sergio Nespola mit (Infinite Change). Der Diskograf Tom Lord listet seine Beteiligung  an weiteren zwei Alben, um 1984 mit dem Vibraphonisten Paris Smith (Thought Seeds, u. a. mit Tyler Mitchell) und 2007/2008 mit dem Holzbläser Jeff Chan (Horns of Plenty, mit Francis Wong, Edward Wilkerson, Jr. und Tatsu Aoki). In den 2000er Jahren trat er in Clubs der Stadt auf, so 2008 mit Musikern wie Willie Pickens in der Checkerboard Lounge. 2015 legte er mit 85 Jahren ein erstes Album unter eigenem Namen vor, ein Livemitschnitt aus Andy’s Jazz Club in Chicago. Die Geschichte des Chicagoer Jazz seit den 1940er Jahren sei in Ellis’ Sound eingebrannt, schrieb Howard Reich in der Besprechung des Albums in der Chicago Tribune. Das Album enthält auch einige der letzten Aufnahmen des  Chicagoer Pianisten Corky McClerkin, der im Juni 2015 mit seiner Frau bei einem Autounfall starb.